# International Watch Company
International Watch Company (běžně označována jako IWC) je švýcarský výrobce vysoce kvalitních, luxusních a uznávaných hodinek. Sídlo firmy je ve městě Schaffhausen ve Švýcarsku. Firma je řazena mezi luxusní značky hodinek na světě.

## Motto
Firemní motto zní:"Probus Scafusia" a značí vysokou zručnost ze Schaffhausenu. Bylo přijato v roce 1903 jako firemní heslo.

## Historie

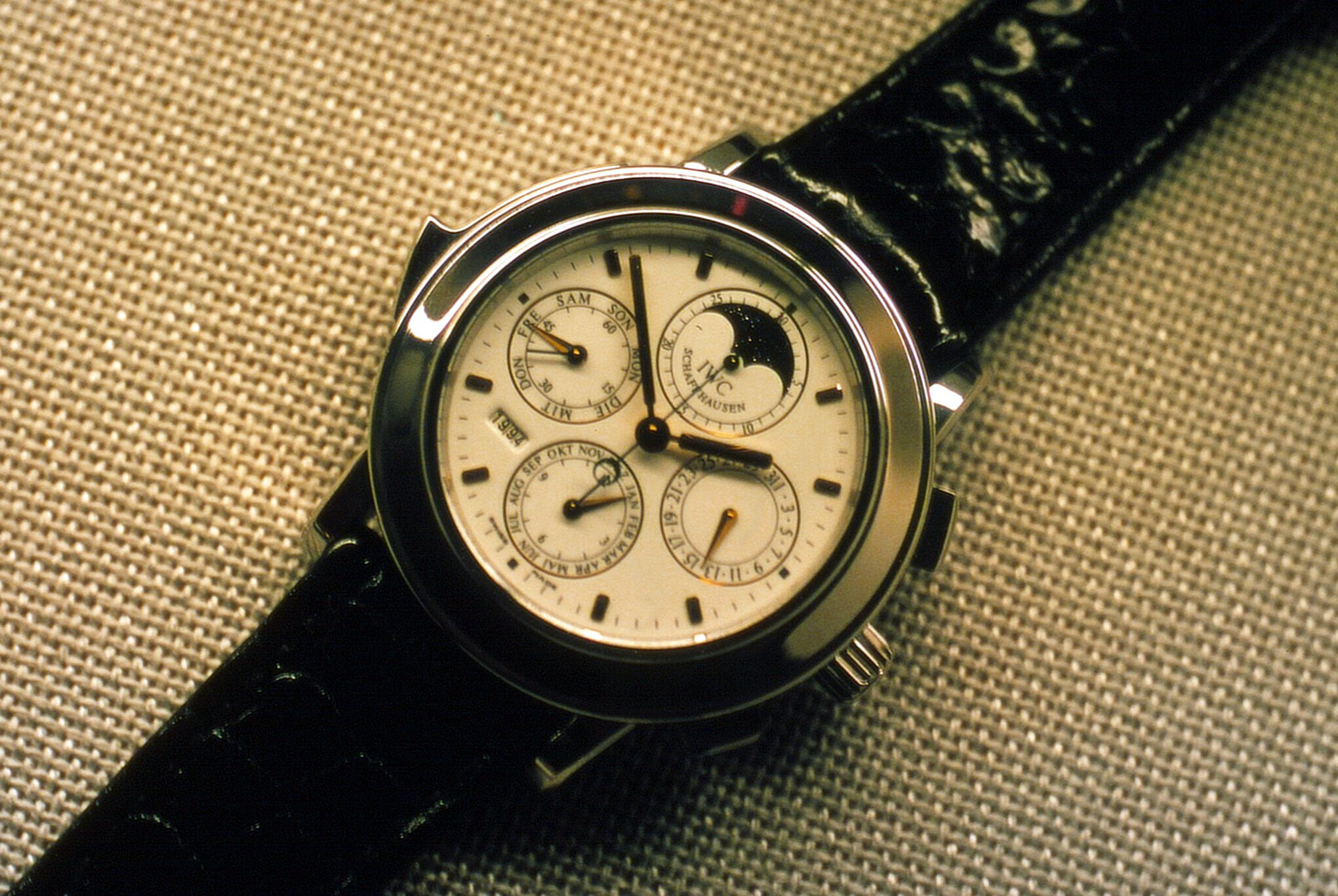
Hodinky od International Watch Company

V roce 1868, americký strojař a hodinář Florentine Ariosto Jones (1841-1916), který byl ředitelem firmy E. Howard & Co. v Bostonu, největší americké hodinářské firmy své doby, založil vlastní firmu International Watch Company, kde spojil švýcarskou preciznost a zručnost s americkou technologií výroby a začal produkovat hodinky pro americký trh. S výrobou začal ve frankofonní části Švýcarska, protože lidé zde měli zapálení pro jeho myšlenky a nápady.

## Publikace
Čtyřikrát do roka IWC vydává zákaznický magazín Watch International. Tato publikace je dostupná v němčině, francouzštině a angličtině a obsahuje informace a novinky ze světa hodinek IWC.